# Gare de Martigues
La gare de Martigues (dite aussi Lavéra, autrefois Martigues-Caronte) est une gare ferroviaire française de la ligne de Miramas à l'Estaque, située à Lavéra, quartier de la ville de Martigues, dans le département des Bouches-du-Rhône, en région Provence-Alpes-Côte d'Azur.
C'est l'une des trois gares actuellement en service sur le territoire de la commune de Martigues, avec Croix-Sainte et La Couronne-Carro. Sa situation, en bordure du complexe pétrochimique de Lavéra, a incité les habitués (et parfois la SNCF elle-même) à l'appeler Lavéra, pour la distinguer des autres gares.
C'est une gare de la Société nationale des chemins de fer français (SNCF), desservie par des trains TER Provence-Alpes-Côte d'Azur.

## Situation ferroviaire
Établie à 28 mètres d'altitude, la gare de Martigues est située au point kilométrique (PK) 839,300 de la ligne de Miramas à l'Estaque (surnommée la ligne de la Côte Bleue), entre les gares ouvertes de Croix-Sainte et de La Couronne-Carro.
En parallèle à la gare de voyageurs se trouvent diverses voies destinées au fret. Plus au sud, la voie mère de Martigues à Lavéra s'embranche pour desservir le port pétrolier de Lavéra. Au nord de la gare, la ligne franchit le pont de Caronte, qui comporte une partie tournante, et franchit le canal de Caronte (reliant l'étang de Berre à la mer).

## Histoire
La gare est ouverte avec la ligne, le 15 octobre 1915, sous le nom de Martigues-Caronte. En pleine guerre mondiale, la gare voit surtout passer, jusqu'en 1918, de nombreux convois militaires.
La situation de la gare, à l'écart de la ville, n'a pas favorisé une utilisation importante. Jusqu'au milieu des années 1980, un seul train direct (de nuit) pour et de Paris, malicieusement surnommé « le Fosséen » (en référence au noble « Phocéen » de la grande ligne voisine), faisait quotidiennement halte à Martigues. Depuis sa suppression, seuls les TER Provence-Alpes-Côte d'Azur, reliant Marseille à Miramas, desservent la gare.
La mise en place d'une desserte de type cadencée sur la ligne, au service d'hiver 2008, a redonné à la gare une activité plus importante : 14 trains y marquent quotidiennement l'arrêt (10 les samedis et dimanches).

## Fréquentation
De 2015 à 2023, selon les estimations de la SNCF, la fréquentation annuelle de la gare s'élève aux nombres indiqués dans le tableau ci-dessous.
| Année               | 2015   | 2016   | 2017   | 2018   | 2019   | 2020   | 2021   | 2022   | 2023   |
| ------------------- | ------ | ------ | ------ | ------ | ------ | ------ | ------ | ------ | ------ |
| Nombre de voyageurs | 52 934 | 47 404 | 50 797 | 41 142 | 40 292 | 17 300 | 25 979 | 35 042 | 35 992 |

## Service des voyageurs

### Accueil
Gare de la SNCF, elle dispose d'un bâtiment voyageurs, avec guichet, ouvert tous les jours (sauf les dimanches et jours fériés). Elle est équipée d'automates pour l'achat de titres de transport.
Une passerelle permet l'accès aux quais.

### Desserte

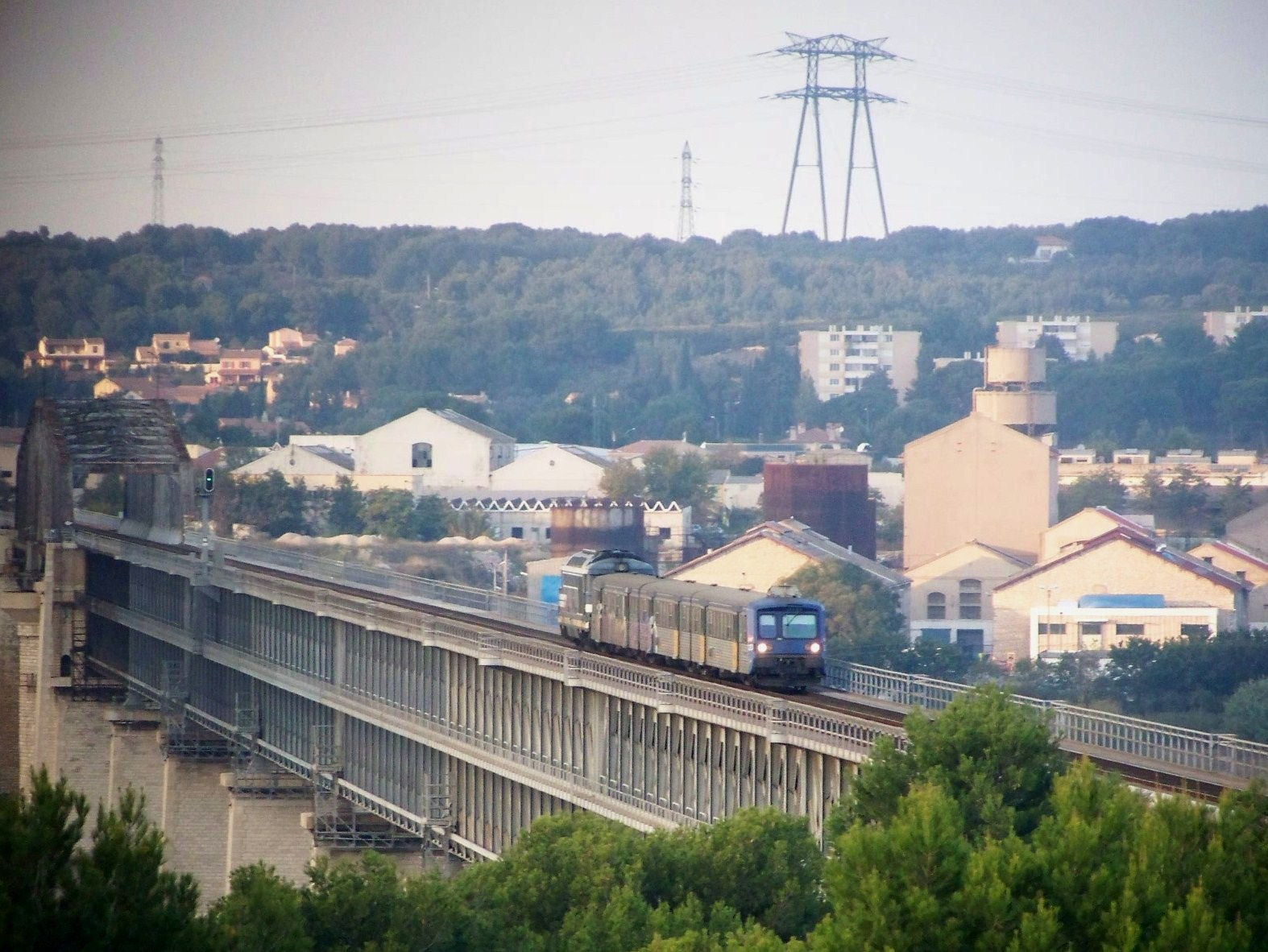
Un TER pour Marseille sur le pont de Caronte, s'apprêtant à entrer en gare.

Martigues est desservie par les trains TER Provence-Alpes-Côte d'Azur, de la ligne 07 (Marseille – Miramas, via Port-de-Bouc).

### Intermodalité
Un parking pour les véhicules est aménagé devant le bâtiment voyageurs.
Des autobus (réseau Ulysse) et des taxis permettent, depuis la gare, de rejoindre le centre-ville de Martigues.

## Service des marchandises

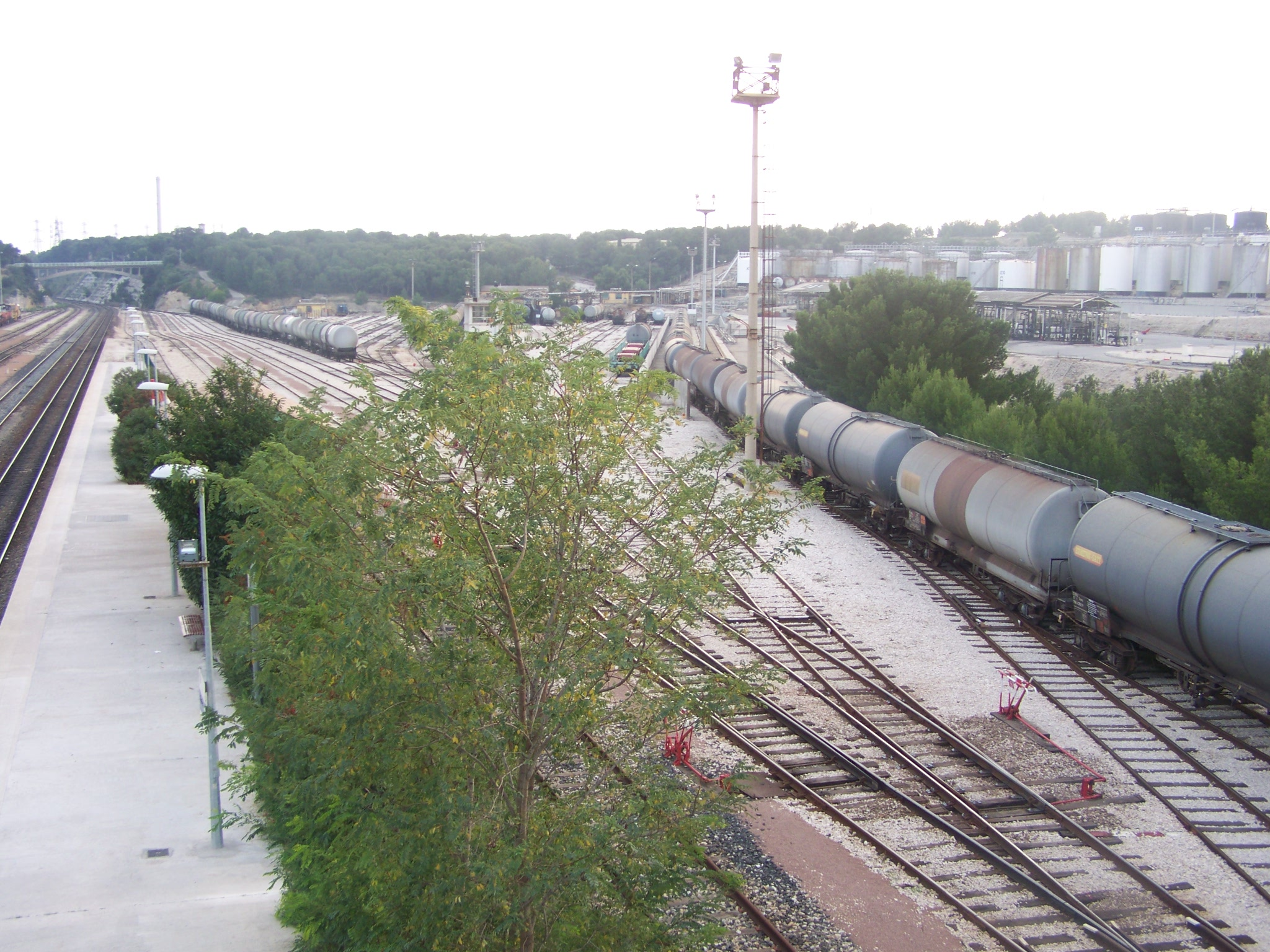
Le triage, situé derrière la gare voyageurs.

Cette gare est ouverte au service du fret (desserte des installations terminales embranchées par l'intermédiaire d'une voie mère, dont celle de la raffinerie de Lavéra, et wagons isolés).